# Pisonia aculeata
El crucecillo o cruceta espinuda (Pisonia aculeata) es un arbusto de la familia de las nictagináceas. Es un arbusto o enredadera de hasta 3 m con espinas en el tallo. Sus ramas se extienden en ángulo recto yllegan a formar crucetas. Sus tallos jóvenes son aterciopelados y sus hojas obovadas. Las ramas son rojizas y el perianto de las flores estaminadas blanco-verdoso. Su inflorescencia es subglobosa y densa.
Habita en matorrales húmedos desde los 0 a 100 metros hasta los 1000 metros de altitud. Desde la vertiente del Pacífico, Centro y Sur de México y prácticamente en todo el mundo. La planta es hospedera de la mariposa topacio Emesis tegula y la polilla Hippotion velox. Medicinalmente se usa en casos de artritis, sarna, inflamaciones, reumatismo y sífilis; además tiene propiedades anodinas.